# Honda VT250
La Honda VT 250 es una motocicleta fabricada por Honda Motor Co., Ltd. a partir del año 1982 con su versión F para el mercado interno japonés. 

Está equipada con un motor de 2 cilindros en V90º, DOHC, refrigerado por líquido y una ciclística con un diseño de alta gama con el fin de garantizar un andar cómodo, seguro y estable. 

Posee un sistema de freno delantero InBoard, embrague hidráulico y suspensión delantera y trasera hidroneumática.

## Familia VT250 -F-
Cuenta con un diseño que varía entre el estilo Naked, con versiones Integra (Totalmente carenadas) y la línea Interceptor (Con un carenado frontal que se acopla al tanque de gasolina).

### VT 250 FC (1982)
Primer modelo de la serie. Disponible originalmente en tres colores (Blanco, plateado y negro).

### VT 250 F2D Integra (1983)
Modelo equipado con un carenado frontal completo, con el fin de lograr una apariencia más deportiva y disminuir la resistencia contra el viento. El mismo también posee dos alojamientos para guardar objetos en la guantera.

### VT 250 FE (1984)
Posee cambios tanto de motorización como de ciclística, entre los que se destacan un chasis de nuevo diseño y la adopción del estilo Interceptor, con un carenado frontal que se acopla al tanque de gasolina.

### VT 250 F2F Integra (1985)
Variante del modelo FE que incluye el carenado Integra, un nuevo esquema de colores y doble disco de freno delantero.

### VT 250 FG (1986)
Adopción de las siglas MC15 para la identificación del modelo. Adopta un nuevo chasis y un nuevo diseño. Este modelo fue exportado también a Estados Unidos.

### VT 250 F2H (1987)
Último modelo de la línea F, incorporando frenos delanteros de doble disco y la posibilidad de colocar un carenado frontal completo como accesorio.

## Familia VT250 -Z-
Derivación de la Familia F con un estilo de calle. Entre los cambios que hacen característico a este estilo se encuentra la ausencia de carenados, un frente descubierto con un farol redondo y demás cambios particulares.

### VT 250 ZE (1984)
Versión paralela del modelo MC08 con el estilo de calle.

### VT 250 ZH (1987)
Versión paralela del modelo MC15 con el estilo de calle.